# Зіел
Зіел (*Ζιαήλας, бл. 265 до н. е. — 228 до н. е.) — цар Віфінії з 254 р. до н. е..

## Життєпис
Старший син Нікомеда I, царя Віфінії, та його першої дружини Дітизели. Замалоду стикнувся з підступами мачухи Етазети, внаслідок чого до 255 року до н. е. вимушений був тікати до Малої Вірменії.
255 року до н. е. після смерті батька владу посів його зведений брат Зіпойт III, проти якого виступив Зіел за підтримки галатів-толістобогіїв. За допомогою останніх він переміг коаліцію віфінської знаті, міст Гераклеї Понтійської, Візантія та Кіоса, які були на боці Зіпойта III та Етазели. У 254 році до н. е. Зіел здобув остаточну перемогу. Для зміцнення свого становища оженився з рідною сестрою Лісандрою.
Після цього встановив дружні стосунки з Птолемеєм II, царем Єгипту, що був суперником Македонії — союзника Зіпойта III. Разом з тим продовжував спиратися на найманців-галатів, кошти на яких отримав від царя Малої Вірменії. Це викликало невдоволення Аріобарзану I, царя Понту. Після смерті того у 250 році до н. е. за намовою Зіела галати атакували понтійські володіння нового царя Мітрідата II.
В цей же період вирішив підкорити Гераклею Понтійську, яка була союзницею Понту. Але останніх підтримали міста Кіос та Візантій. На противагу ворожій коаліції Зіел уклав союз із базилевсом Держави Селевкідів Антіохом II Теосом. Після смерті останнього у 246 році до н. е. остаточно переорінтувався на Єгипет, уклавши союз з Птолемеєм III.
Зіел зумів підкорити область Абреттену на південний захід від Мізійського Олімпа. Тут заснував ігри на честь Зевса Пандемоса. Все це викликало конфлікт з Пергамським царством. Задля зміцнення своїх позицій Зіел уклав союз з Антіохом Гіераксом, правителем малоазійської частини Держави Селевкідів. У 235 році до н. е. відбулося весілля Антіоха з донькою Зіела, деякі дослідники вважають що її звали Лаодікою. Поріднившись з Селевкідами, Зіел підвищив статус своєї династії. Саме з дати весілля Антіоха і Лаодікою, почався відрахунок царської ери Віфінії. В подальшому воював проти Аттала I, в результаті чого зумів остаточно закріпив за Віфінією Абреттену.
У 230—229 роках до н. е. зазнав поразок від Пергаму. Помер у 228 році до н. е., проте обставини цього невідомі: за різними версіями, або помер під час чергового військового походу або загинув у битві з пергамцями чи галатами. Спадкував йому син Прусій I.